# Henrietta Maria a Franței
Henrietta Maria a Franței (franceză Henriette Marie de France), (n. 25 noiembrie 1609, Paris, Regatul Franței – d. 10 septembrie 1669, Colombes, Métropole du Grand Paris, Franța), a fost prințesă a Franței și regină a Angliei, Scoției și Irlandei prin căsătoria cu Carol I al Angliei. A fost mama a doi regi, Carol al II-lea și Iacob al II-lea și bunica regelui William și a reginelor Mary și Anna. Datorită religiei sale romano-catolică a fost impopulară în Anglia și nu a putut fi încoronată oficial după ritul protestant. După izbucnirea Războiului civil, a fost nevoită să se refugieze în Franța în 1644, la curtea lui Ludovic al XIV-lea. Soțul său a fost decapitat în 1649 lăsând-o într-o situație financiară precară. După Restaurare și urcarea pe tron a fiului său Carol al II-lea s-a întors în Anglia cu fiica sa Henrietta Anne. Apoi s-a transferat în Franța unde a murit în 1669.

## Biografie

### Copilăria

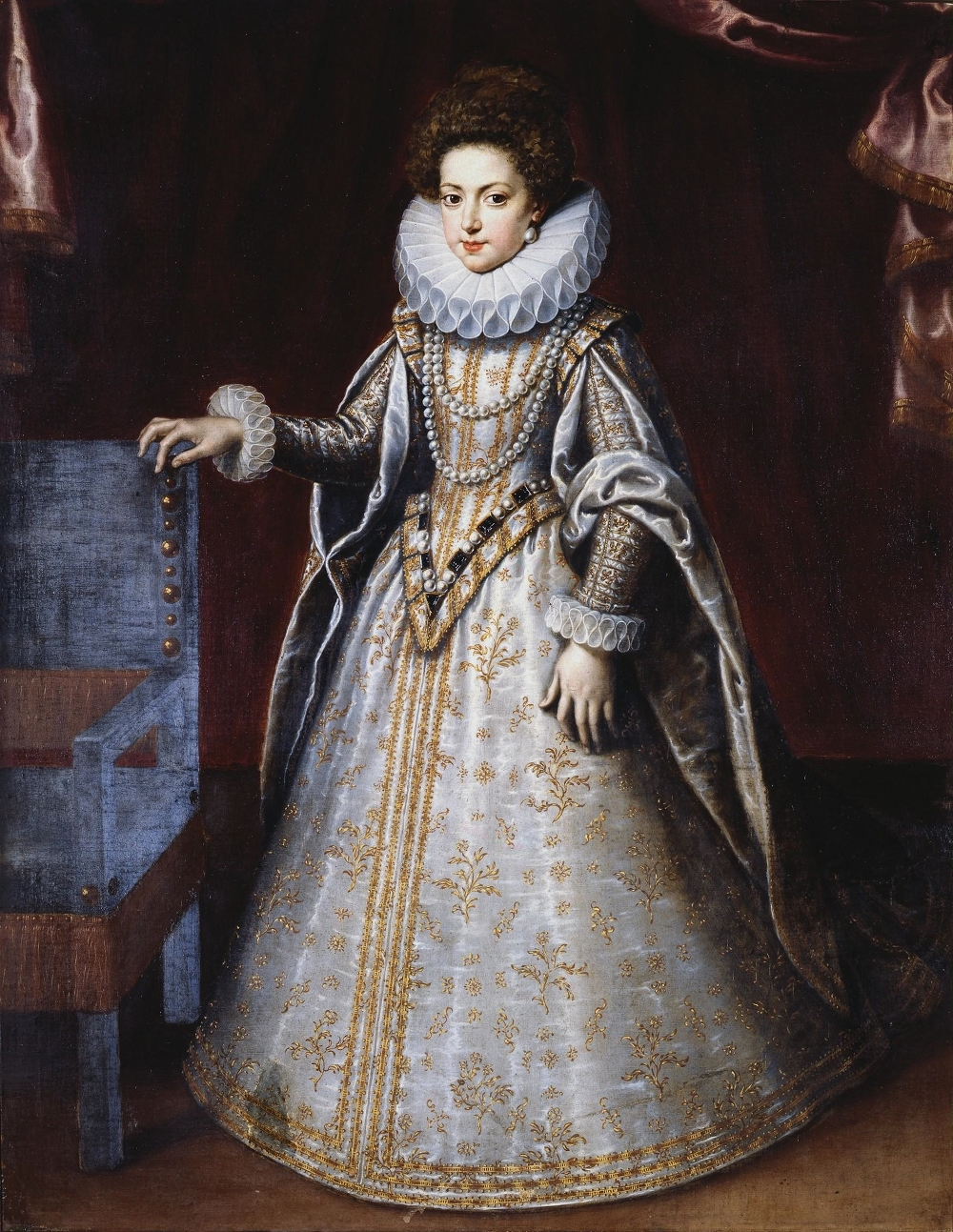
Henrietta Maria a Franței.

Henriette-Marie-de-France a fost copilul cel mai mic al regelui Henric al IV-lea al Franței și a celei de-a doua soții, Maria de Medici. S-a născut la Palatul Luvru la 25 noiembrie 1609, însă unii istorici spun că data nașterii este 26 noiembrie. În Anglia, unde atunci se folosea calendarul iulian, data ei de naștere este adesea înregistrată ca 16 noiembrie. Ca fiică a unui rege al Franței a fost Fille de France și membră a Casei de Bourbon.

A fost sora mai mică a viitorului rege Ludovic al XIII-lea al Franței. Tatăl ei a fost asasinat la 14 mai 1610, înainte ca ea să împlinească un an. După ce sora sa mai mare, Christine Marie, s-a căsătorit cu Victor Amadeus I, Duce de Savoia, în 1619, Henriette a preluat prestigiosul titlu de Madame Royale; acesta era folosit de cea mai mare prințesă de la curtea franceză. Henrietta a fost instruită, împreună cu surorile sale într-un mediu cult și rafinat, în călărie, dans și muzică.

### Căsătoria

Henrietta Maria de Antoon van Dyck c. 1636/1638

Henrietta și-a întâlnit viitorul soț la Paris, în 1623, în timp ce acesta călătorea spre Spania cu Ducele de Buckingham pentru a discuta despre posibila căsătorie cu Arhiducesa Maria Anna de Austria. Călătoria lui Carol în Spania s-a terminat cu un eșec: regele Filip al III-lea al Spaniei i-a cerut să se convertească la catolicism și să trăiască în Spania pentru un an după nuntă, pentru a se asigura că Anglia respectă termenii tratatului.
Căutând o altă mireasă, Carol s-a uitat spre Franța. Kensington a fost trimis la Paris în 1624 pentru a examina potențialul uniunii cu Franța iar în cele din urmă căsătoria a fost negociată la Paris de James Hay Conte de Carlisle și Henry Rich Conte de Holland. Noua regină a adus în Anglia cu ea o cantitate uriașă de bunuri scumpe, inclusiv diamante, perle, inele, nasturi de diamant, rochii de satin și catifea, pelerine brodate, fuste, catifea, candelabre, picturi, cărți, veșminte și seturi de dormitor pentru ea, pentru doamnele de onoare, doisprezece preoți.Henrietta s-a căsătorit cu Carol prin procură la 1 mai 1625, la scurtă vreme după ascensiunea lui pe tron. Căsătoria în persoană s-a făcut la Biserica St Augustine din Canterbury, Kent, la 13 iunie 1625, însă religia ei catolică a făcut să fie imposibil să fie încoronată cu soțul său printr-o slujbă anglicană. Refuzul ei de a renunța la credința catolică a înstrăinat-o de mulți oameni și cu siguranță de anumiți curteni puternici, cum ar fi William Laud, Arhiepiscop de Canterbury și Thomas Wentworth, Conte de Strafford.

### Catolicismul și casa reginei

Regina Henrietta Maria cu piticul Jeffrey Hudson portret de Antoon van Dyck din 1633

Din cauza credinței sale religioase, regina nu era plăcută de o mare parte a supușilor săi. Carol o chema simplu Maria, iar poporul se referea la ea cu apelativul "Regina Maria", amintindu-și de faimoasa și criticata regină catolică Maria Stuart. Profunda sa credință catolică, a făcut-o să împiedice educarea protestantă forțată a copiilor vechilor familii catolice și a încercat să faciliteze căsătoriile catolice, interzise în acele timpuri. În iulie 1626 s-a rugat pentru catolicii executați la Tyburn, provocând un profund conflict. A încercat inutil să-l convertească la credința catolică pe nepotul său Prințul Rupert al Rinului, la sosirea acestuia în Anglia. Prințesa a adus cu ea din Franța un mare număr de persoane catolice, care îl costau mult pe Carol. În 26 iunie 1626 Carol a trimis înapoi în Franța împovărătoarea curte franceză, dar unele persoane printre care episcopul Mende, au refuzat s-o părăsească pe Henrietta, așa că regele a recurs la gărzile înarmate ale palatului, pentru a-i alunga. Când Carol a găsit-o pe Henrietta la o fereastră a palatului uitându-se cu tristețe la curtenii săi care plecau, a târât-o cu forța de la fereastră. Dintre toți curtenii au rămas capelanul și confesorul său Robert Phillip și două domnișoare de companie. Cu expulzarea curtenilor francezi, Carol dorea să încerce să pună frâu cheltuielilor reginei. De la început regina a cheltuit cifre enorme și a acumulat datorii care au persistat ani întregi. Carol a numit un nou trezorier, Jean Caille, înlocuit apoi de George Carew, înlocuit în 1629 de Richard Wynn. Chiar și după plecarea curtenilor, cheltuielile Henriettei nu s-au diminuat: cu toate cadourile primite de la Carol, Henrietta a împrumutat bani pe ascuns în 1627, iar conturile sale precedente războiului civil arată că a cheltuit cifre nebunești pentru a cumpăra haine costisitoare. În câțiva ani în jurul reginei s-a format o curte engleză stabilă. Favoritul său era vice-șambelanul Henry Jermyn și contesa de Denbigh era confidenta sa și șefa garderobei. Henrietta la curtea sa avea și numeroși pitici, cel mai faimos fiind Jeffrey Hudson pictat de Van Dyck și o menajerie formată din căței, păsări exotice, maimuțe. În 1630 printre rezidențele sale se numărau: Somerset, Greenwich, Oatlands, Nonsuch, Richmond. Iar în 1639 Carol i-a dăruit Wimbledon House

### Raportul dintre Henrietta și Carol

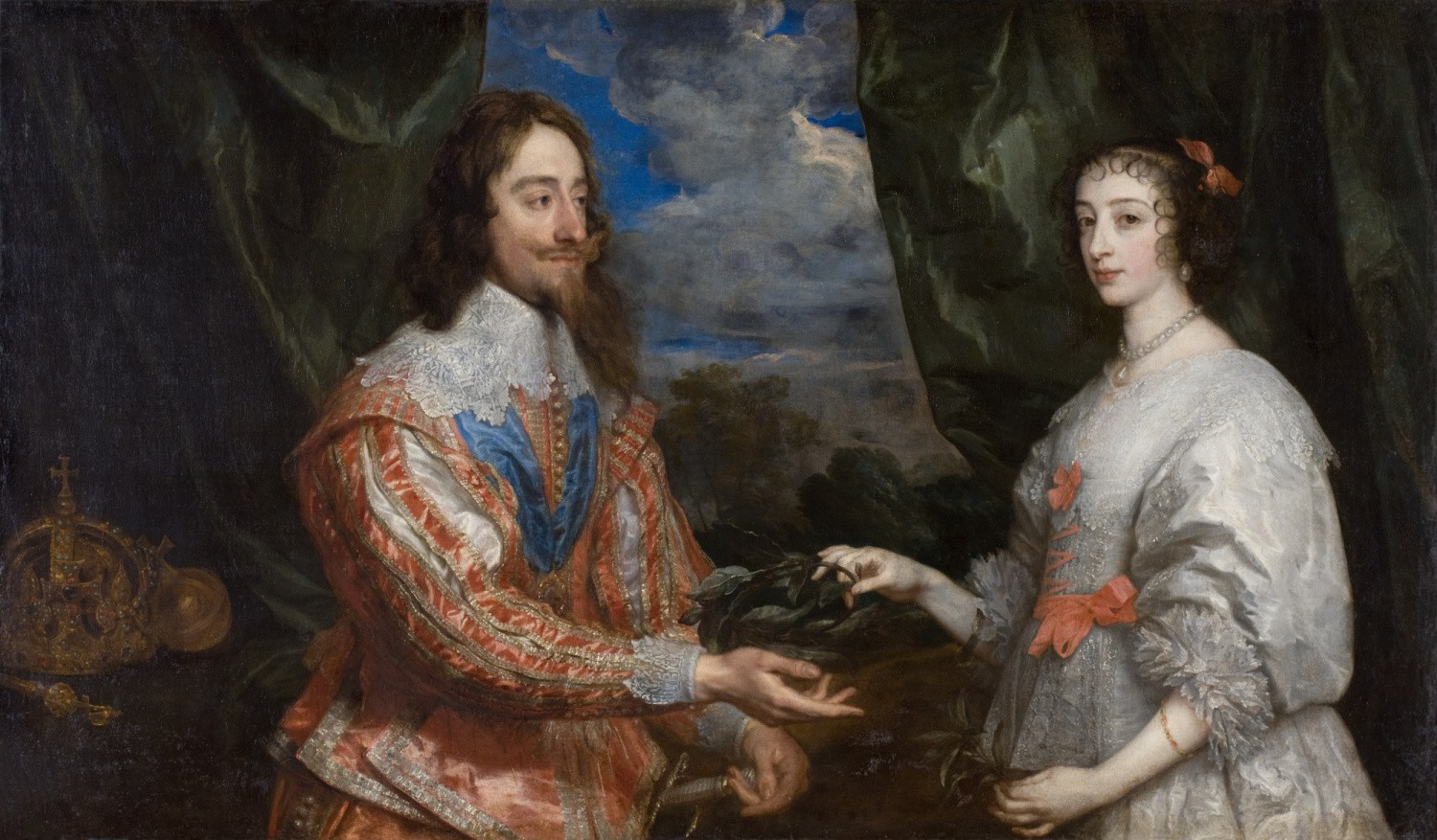
Carol I și Henrietta pictați de Antoon van Dyck în 1632

La început relațiile dintre Carol și Henrietta erau destul de reci, iar gonirea curtenilor francezi nu a ajutat în mod cert la îmbunătățirea lor. Se certau des și încercau să stea cât mai departe unul de celălalt. De la început Henrietta l-a antipatizat pe George Villiers, Duce de Buckingham, favoritul regelui. În schimb s-a împrietenit cu Lucy Percy contesă de Carlisle, soția lui James Hay cel care negociase căsătoria reginei. Lucy, (despre care se crede că l-a inspirat pe Alexandre Dumas tatăl pentru personajul  Milady) era o femeie strălucitoare, frumoasă și cu o puternică personalitate. La acea epocă mulți au crezut că Buckingham o controla pe Henrietta prin Lucy, care era amanta lui. Raporturile dintre Henrietta și Lucy au rămas bune până în 1634 (ruptura dintre ele i-a apropiat și mai mult pe Carol și Henrietta). După moartea lui Buckingham în august 1628, relația dintre cei doi soți s-a îmbunătățit și în sfârșit între ei s-a instaurat un raport de dragoste și prietenie. Au încetat să se certe și au început să trăiască ca soț și soție într-o atmosferă senină și jucăușă. Regina a devenit cea mai bună prietenă și consilieră a lui Carol, loc deținut până atunci de ducele de Buckingham. Henrietta a rămas pentru prima oară însărcinată în 1628, iar anul următor după o naștere dificilă, a născut un copil care a murit imediat. Anul următor în 1630, a născut un alt băiat, viitorul Carol al II-lea, dar și în acest caz nașterea a fost foarte dificilă.

## Henrietta Maria și artele

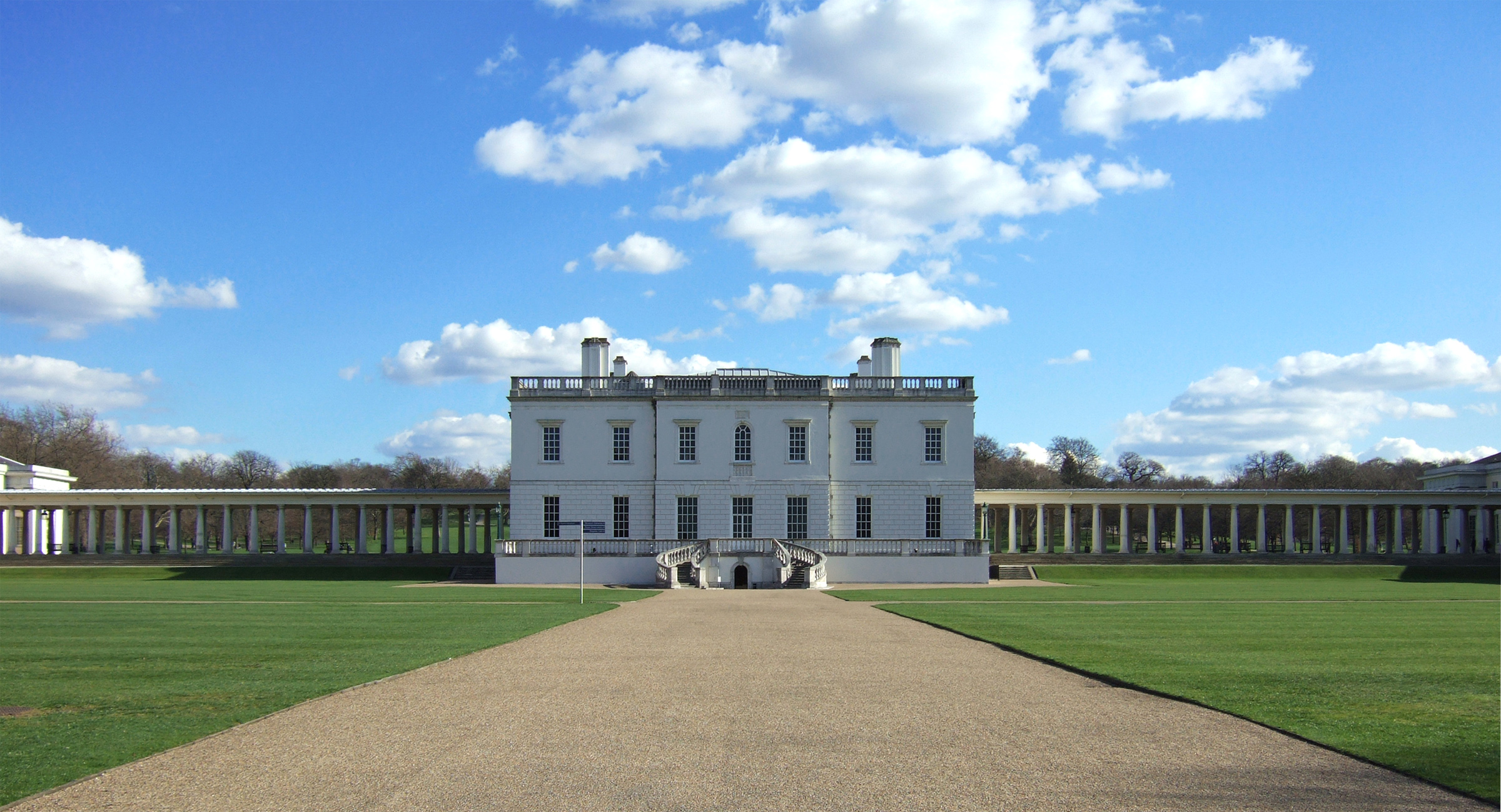
Queen's House a fost complet restructurată de Inigo Jones la dorința reginei

Henrietta Maria iubea mult artele și mecenatul său a fost unul din modurile prin care a încercat să se introducă la curtea engleză. Regina și soțul său erau mari cunoscători și colecționari de picturi. Henrietta Maria a fost cunoscută în mod particular pentru că l-a susținut pe pictorul Orazio Gentileschi care a ajuns în Anglia în 1626 împreună cu anturajul lui François de Bassompierre. Gentileschi și fiica sa Artemisa, au fost principalii decoratori a tavanelor de la Queen's House și Greenwich. Un alt pictor favorit al Henriettei a fost Guido Reni. I-a finanțat și pe miniaturiștii francezi Jean Petitot și Jacques Bourdier. Henrietta a fost și protectoare a teatrului, completând marele interes al soțului pentru artele vizuale. Ea însăși a participat la unele reprezentații cum ar fi Salmalida Spolia (1640), de William Davenant, în care a jucat rolul unei amazoane. Datorită interesului ei dramaturgul a fost numit Poet Laureat în 1638. A ajutat și muzicieni, în particular compozitorul englez Nicholas Lanier. Regina iubea mult sculptura și decorul și l-a numit pe Inigo Jones scenograf și arhitect al lucrărilor realizate sub patronajul său. Henrietta Maria era interesată și de design-ul  grădinilor, dar nu de horticultură. L-a însărcinat pe grădinarul francez André Mollet, cu realizarea grădinilor în stil baroc la Wimbledon. Printre alte lucruri, regina a poruncit realizarea unei foarte criticate capele private, care simplă în exterior, era foarte împodobită în interior cu frumoase relicvarii de aur și argint, statui, o mică grădină un altar decorat de Pieter Paul Rubens și un chivot articulat realizat de François Deussart. 

## Influența politică și războiul civil englez

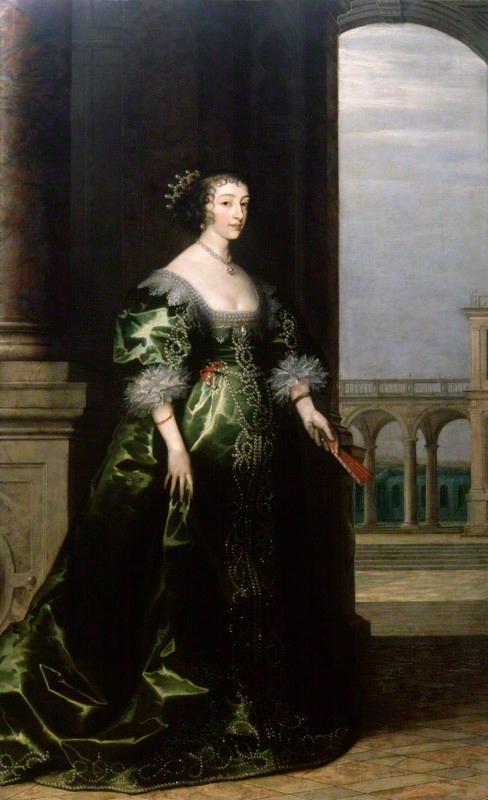
Regina Henrietta Maria într-un portret din 1635

La izbucnirea conflictelor interne Henrietta, s-a implicat tot mai mult în politica țării. Când războiul civil bătea la uși, a încercat să găsească sprijin financiar pentru soțul său. Faptul că a apelat la Franța și la papa Urban al VIII-lea,  a mâniat multe persoane în Anglia și a zădărnicit eforturile lui Carol. Plăcută de supușii catolici, a dat un recviem în capela sa privată de la Somerset House, pentru iezuitul Richard Blount, la moartea lui în 1638. Când au fost descoperite scrisorile Henriettei Maria, în care se înțelegea o posibilă alianță cu țările catolice ale Europei, s-a decis acuzarea și arestarea reginei. Carol nu putea tolera așa ceva: în 4 ianuarie 1642, urmat de câțiva soldați a descins în parlament cu intenția de a aresta principalii cinci vinovați. Când a cerut speaker-ului să-i indice cei cinci trădători acesta i-a răspuns "nu am ochi să văd nici limbă să vorbesc, în afară de ceea ce această Cameră îmi va permite". A fost ultima picătură: Carol a fost nevoit să părăsească definitiv capitala plecând în nordul țării pentru a încerca să adune o armată; în același timp regina a plecat la Paris. În 1642 la izbucnirea războiului civil, Henrietta era încă în Europa, la Haga unde încerca să adune bani pentru cauza regalistă. A încercat să vândă bijuteriile regale cu puțin succes, deoarece erau piese mari și foarte scumpe, iar mulți posibili cumpărători ezitau, descurajați de posibilitatea unei schimbări de guvern, caz în care Parlamentul putea să revendice bijuteriile, argumentând că au fost vândute ilegal de Henrietta. A avut succes parțial cu negocierile sale, în special cu piesele mai mici, dar presa engleză a portretizat-o ca pe vânzătoarea bijuteriilor coroanei la străini, pentru a cumpăra arme pentru un război religios, ceea ce a dus la scăderea popularității reginei. La începutul lui 1643 a încercat să se întoarcă în Anglia. Prima sa încercare de a pleca din Haga s-a soldat cu un eșec, afectată de furtuni, nava ei a trebuit să se întoarcă în port. Sfidând astrologii, care au prezis un mare dezastru, a plecat din nou la sfârșitul lunii februarie 1643. Această încercare a avut  succes, nava ei a reușit să evite marina parlamentară și a debarcat la Bridlingtone, în Yorkshire, cu trupe și arme. Cei care urmăreau navele regale, au bombardat orașul și au fost nevoiți să se ascundă în pădurile înconjurătoare. Henrietta s-a întors în foc pentru a-și salva cățelul, Mitte, pe care slujitorii săi au uitat să-l ia. S-a oprit o perioadă la York, unde și-a  stabilit cartierul general și unde a respins mesajele private a lui Pym și Hampden, care îi cereau să folosească influența ei asupra regelui, pentru a semna un tratat de pace. Între timp, Parlamentul a votat distrugerea capelei sale private și arestarea călugărilor capucini care o îngrijeau. În martie Henry Marten și John Clotworthy  cu trupele lor, au intrat în capelă, au distrus altarul de Rubens și numeroase statui și au dat foc picturilor religioase, cărților și veșmintelor. Călătorind spre sud, în timpul verii s-a reunit cu Carol la Kineton, lângă Edgehill înainte de a merge în capitala Oxford. În ciuda dificultăților călătoriei, Henrietta era bucuroasă, mânca în aer liber cu soldații și se întâlnea cu prietenii de-a lungul drumului. Ajunsă la Oxford cu întăriri și provizii, a fost primită cu urale , iar poeții au scris poeme în cinstea ei. La cererea ei șambelanul său Jermyn, a fost făcut pair de Carol.

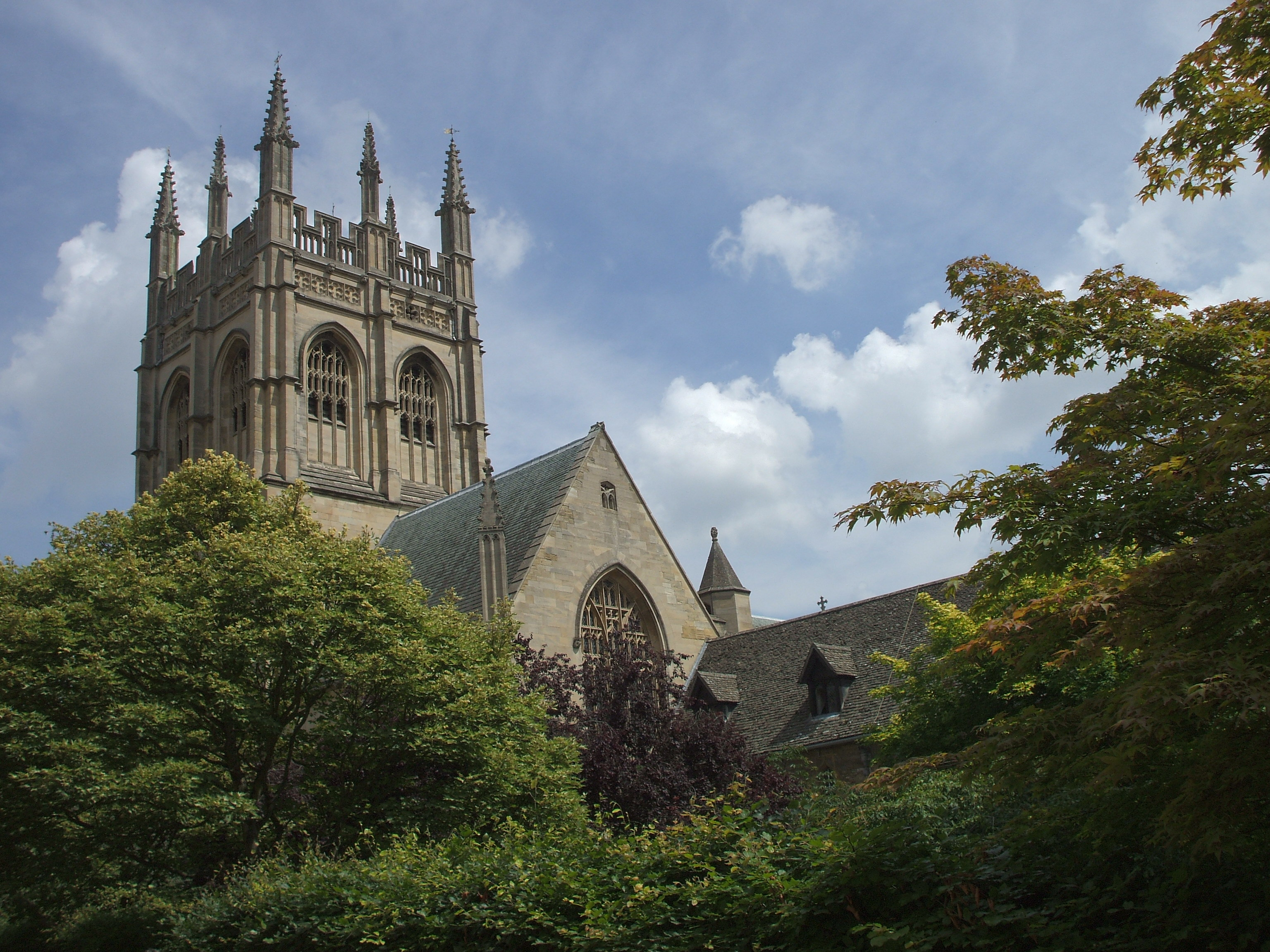
Capela de la Merton College care în timpul războiului civil a fost capela privată a Henriettei Maria.

Henrietta Maria a petrecut toamna și iarna lui 1643 împreună cu Carol, încercând să ducă o viață liniștită înainte de începerea războiului. A trăit la castelul Merton College, iar mobilierul regal a fost adus de la Londra. Era înconjurată de curtenii săi obișnuiți și nu lipsea cățelul Mitte. La începutul lui 1644 situația militară a lui Carol a început să se deterioreze. Henrietta însărcinată cu ultimul copil, viitoarea prințesă Anne Henrietta, este trimisă la Bath pentru a naște în liniște și siguranță. Carol a călătorit cu ea până la Abingdon și a fost ultima oară când cei doi s-au văzut. Henrietta de la Bath a mers la Exeter, unde a fost nevoită să se oprească din cauza nașterii iminente. William Waller și Robert Devereux au decis să profite de situație și au pornit spre Exeter pentru a o captura pe Henrietta. După o naștere extrem de dificilă, Henrietta a decis că în Exeter pericolul era prea mare și a decis să fugă în Franța. A lăsat-o pe micuța Anne Henrietta la Exeter și a locuit la castelul Pendenis, înainte de a pleca de la Falmouth, unde s-a îmbarcat pe o navă franceză în 14 iulie. Sub focul navelor parlamentare, a ordonat căpitanului să continue pe drumul său și a ajuns la Brest în Franța sub protecția familiei regale franceze. Poziția lui Carol a devenit tot mai disperată, trupele regale fiind efectiv distruse în bătăliile de la Naseby și Langport.A fost îngrozită când Carol trădat de scoțieni, care trecuseră de partea Parlamentului, a refuzat să accepte condițiile impuse de Parlament. Rămas în Anglia, a abrogat orice decizie a Parlamentului, s-a aliat din nou cu scoțienii, promițându-le în schimb că va impune ca religie oficială în Anglia presbiterianismul pentru trei ani de probă. În august 1648 scoțienii și trupele Parlamentului s-au ciocnit în bătălia de la Preston. A fost un eșec total pentru Carol și a dus la capturarea lui de către forțele parlamentare. Regele a fost judecat de Parlament și condamnat la decapitare ca și bunica sa Maria Stuart; execuția a avut loc în 30 ianuarie 1649. Moartea lui Carol I a lăsat-o pe Henrietta săracă și în stare de șoc.

## Restaurarea și văduvia

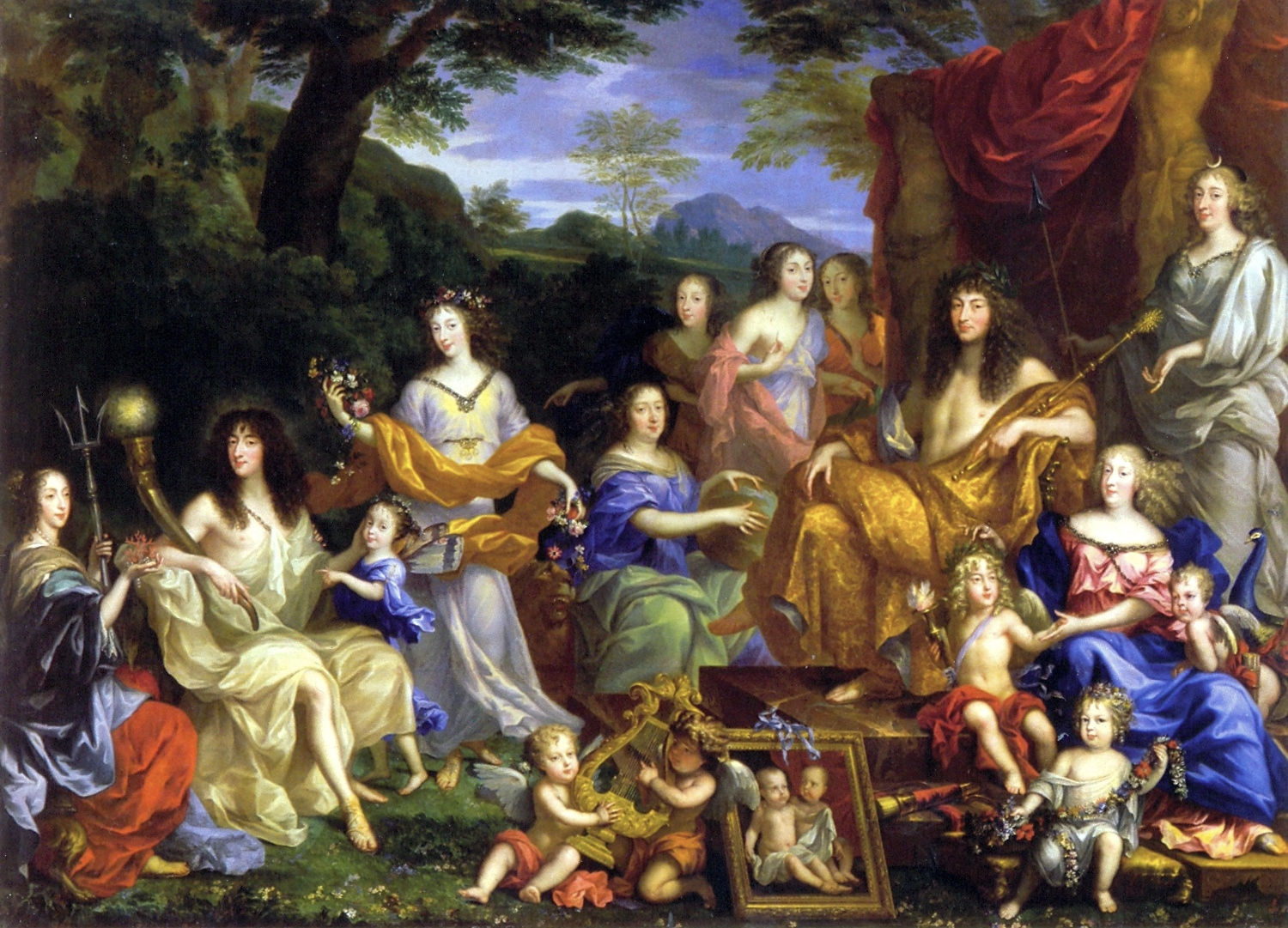
Familia regală franceză. Henrietta Maria este prima la stânga cu tridentul în mână

Henrietta s-a stabilit la Paris numindu-l cancelar pe excentricul sir Kenelm Digby și a format o mică curte regalistă la Saint-Germain-en-Laye. I-a înfuriat pe englezii în exil și pe fiul său mai mare Carol al II-lea, când a încercat să-l convertească la catolicism pe fiul său mai mic Henry.  În octombrie 1660, după Restaurare, s-a întors la Londra împreună cu fiica sa Minette. Unul din motivele sosirii sale la Londra a fost anunțarea căsătoriei fiului Iacob: acesta o lăsase însărcinată pe Anne Hyde, fiica ducelui de Clarendon și avea intenția să se căsătorească cu ea. Henrietta care nu-l suporta pe duce s-a opus căsătoriei, dar degeaba pentru că Iacob era sprijinit de fratele său Carol al II-lea. Henrietta nu a mai avut nici un rol public și a rămas în umbră. Samuel Pepys a spus că în onoarea ei s-au dat doar trei jocuri de artificii și că la acea epocă "nu era decât o femeie bătrână normală". Henrietta a trăit ca regină mamă și regină văduvă la Somerset House, la Londra și problemele sale financiare s-au rezolvat cu o pensie generoasă. În 1661 s-a întors la Paris pentru a organiza nunta fiicei sale Henrietta Anne cu Filip I, Duce de Orléans, fratele mai mic a lui Ludovic al XIV-lea. După nuntă s-a întors în Anglia împreună cu fiul său Carol al II-lea și nepotul Rupert. Intenția sa era să rămână în Anglia până la sfârșitul zilelor, dar în 1665 după o bronșită urâtă cauzată de clima umedă din Anglia, decide să se întoarcă în Franța. Henrietta a plecat la Paris unde a locuit la Hôtel de la Bazinière, actualul Hôtel de Chimay. În august 1669 a asistat la nașterea nepoatei sale Anne Marie, care a fost bunica maternă a lui Ludovic al XV-lea, ceea ce face din Henrietta Maria strămoașa celor mai multe familii regale din zilele noastre. Puțin mai târziu, în 10 septembrie 1669, Henrietta Maria a murit la castelul Colombes din cauză că a luat o doză prea mare de opiacee, la sfatul medicului lui Ludovic al XIV-lea. A fost înmormântată la basilica Saint-Denis, sanctuarul tuturor regilor Franței, iar inima a fost depusă într-o urnă de argint la mănăstirea Chatillot, fondată de ea. Astăzi odihnește în osuarul comun al abației construit în timpul Restaurării, împreună cu resturile altor regi ai Franței ale căror morminte au fost profanate în timpul Revoluției franceze.

## Onoruri
Statul american Maryland a fost numit în onoarea ei. George Calvert Primul Baron Baltimore, a prezentat harta statului lui Carol I cu numele lăsat în alb și i-a cerut regelui să aleagă numele. Cum deja mai mulți membrii ai familiei dăduseră numele lor unor colonii, Carol a decis să o onoreze pe Henrietta Maria. Numele complet era Terra Mariae, anglicize Maryland, dar a fost preferată versiunea în engleză celei în latină, în parte datorită asocierii nedorite cu iezuitul spaniol Juan de Mariana.  

## Descendenți
| Nume                               | Naștere           | Deces              | Note                                                                                   |
| ---------------------------------- | ----------------- | ------------------ | -------------------------------------------------------------------------------------- |
| Charles James, Duce de Cornwall    | 13 martie 1629    | 13 martie 1629     |                                                                                        |
| Carol al II-lea                    | 29 mai 1630       | 6 februarie 1685   | căsătorit cu Caterina de Braganza (1638 - 1705) în 1663.                               |
| Maria, Prințesă de Orange          | 4 noiembrie 1631  | 24 decembrie 1660  | căsătorită cu William II, Prinț de Orange (1626 - 1650) în 1648.                       |
| Iacob al II-lea                    | 14 octombrie 1633 | 16 septembrie 1701 | căsătorit cu Lady Anne Hyde (1637 - 1671) în 1659 Mary de Modena (1658 - 1718) în 1673 |
| Elisabeta, Prințesă a Angliei      | 29 decembrie 1635 | 8 septembrie 1650  | a murit tânără.                                                                        |
| Ana, Prințesă a Angliei            | 17 martie 1637    | 8 decembrie 1640   | a murit copil.                                                                         |
| Caterina, Prințesă a Angliei       | 29 ianuarie 1639  | 29 ianuarie 1639   |                                                                                        |
| Henry Stuart, Duce de Gloucester   | 8 iulie 1640      | 18 septembrie 1660 | a murit tânăr.                                                                         |
| Henrietta Anne, Prințesă a Angliei | 16 iunie 1644     | 30 iunie 1670      | căsătorită cu Filip I, Duce de Orléans (1640 - 1701) în 1661                           |